# REDMI Turbo 4
REDMI Turbo 4是REDMI在中国北京小米科技园发布的智能手机系列，是Redmi Turbo 3的迭代产品。
REDMI Turbo 4于北京时间2025年1月2日14时许发布，宣传语为“好看又能打”；
REDMI Turbo 4 Pro于北京时间同年4月24日19时许发布，宣传语为 “好看，更能打！”。樊振东担任了该系列的冠军大使。

## 规格

### 设计
REDMI Turbo 4具有3款机身配色，颜色命名分别为祥云白（白色），浅海青（青色）和暗影黑（黑色）。其后盖材质为磨砂玻璃，中框材质为聚碳酸酯塑料。
REDMI Turbo 4 Pro标准版具有4款机身配色，颜色命名分别为不“白”干（白色）、不焦“绿”（绿色）、不怕“黑”（黑色）和粉金色。其后盖材质为柔雾玻璃，中框材质为铝合金。此外，REDMI Turbo 4 Pro还有与哈利波特联名设计的特别款式。
此外，REDMI Turbo 4全系在手机背部摄像头处添加了RGB灯带，可设置在接收通知，播放音乐，充电时亮起。

### 硬件

#### 摄像头
- 前置：采用2000万像素、由豪威科技提供的OV20B传感器，支持1080P 30或60帧视频录制以及720P 30帧视频录制，默认输出前置照片像素为500万。
- 后置：主摄采用5000万像素索尼LYT-600传感器，F1.50 大光圈、感光面积为1/1.95英寸，硬件支持光学防抖并在软件层面支持电子防抖，最高支持4K 60fps的视频录制，默认输出照片像素为1250万；超广角采用800万像素索尼IMX355传感器，与主摄共同参与0.6倍焦距下的成像。[5]

#### 屏幕
REDMI Turbo 4配备了一块6.67英寸的OLED柔性材质直屏，分辨率为2712*1220，支持最高120Hz的刷新率、480Hz的触控采样率以及12bit的色深。
REDMI Turbo 4 Pro配备了一块6.83英寸的OLED柔性材质直屏，分辨率为2772*1280，支持最高120Hz的刷新率、480Hz的触控采样率以及12bit的色深。

#### 充电和电池
REDMI Turbo 4全系采用了小米自有协议（MI Turbo Charge）的充电协议，附带数据传输线缆支持最高6A的电流，充电器最高输出功率为90W（20V 4.5A），最快充满速度约为45分钟。
REDMI Turbo 4采用了容量为6550mAh的小米金沙江电池。而REDMI Turbo 4 Pro采用了容量为7550mAh的小米金沙江电池，是目前小米集团所出手机中电池容量最大的一款。

### 软件
REDMI Turbo 4全系出厂搭均载小米澎湃OS2.0操作系统，该系统的Android底层为Android 15 。

## 价格
| 型号              | 配置       | 中国大陆地区售价（元） |
| ----------------- | ---------- | ---------------------- |
| REDMI Turbo 4     | 12GB+256GB | 1999                   |
| REDMI Turbo 4     | 16GB+256GB | 2199                   |
| REDMI Turbo 4     | 12GB+512GB | 2299                   |
| REDMI Turbo 4     | 16GB+512GB | 2499                   |
| REDMI Turbo 4 Pro | 12GB+256GB | 2199                   |
| REDMI Turbo 4 Pro | 16GB+256GB | 2499                   |
| REDMI Turbo 4 Pro | 12GB+512GB | 2699                   |
| REDMI Turbo 4 Pro | 16GB+512GB | 2899                   |
| REDMI Turbo 4 Pro | 16GB+1TB   | 3199                   |